# دوماجليتسه
دوماجليتسه (بالتشيكية: Domažlice)‏ هي بلدة في إقليم بلزن في جمهورية التشيك، وهي مركز مقاطعة دوماجليتسه.
يبلغ عدد سكان هذه البلدة 10,970 حسب إحصاء في سنة 2007.

## توأمة
لدوماجليتسه اتفاقيات توأمة مع كل من:
- فورت إم فالد
- Ludres [الإنجليزية]‏
- Furth bei Göttweig [الإنجليزية]‏

## أعلام
- بافل كرالوفيتس
- بيفل كيليمن
- جيري فانيك

## اقرأ أيضاً
- مقاطعة دوماجليتسه